# 山田スイミングクラブ
山田スイミングクラブ（やまだスイミングクラブ。Yamada Swimming Club）とは、高度経済成長期の大阪に存在したスイミングクラブである。

## 歴史
1964年の東京オリンピックで競泳競技が不振であったことから、当時ロート製薬の社長であった山田輝郎が私財1億円を提供し、大阪市生野区のロート製薬本社敷地内に1965年3月に開設した。東京の代々木スイミングクラブと並び、日本における最初期のスイミングスクールと言われる。
それまで学校や企業の水泳部が中心だった選手強化を、初めて英才教育のクラブ組織に切り替えた。オリンピックメダリストを養成するため、全国から女子の有望選手だけを集めて寮に入れ、徹底した指導を行った。選手は近隣の大阪市立巽中学校や浪花女子高等学校に在学していた。
創設1年半後の1966年8月に開催された日本水泳選手権では、出場27選手のうち25選手が入賞。6種目で優勝するなど英才教育の成果を現している。
1972年のミュンヘンオリンピックで青木まゆみが金メダルを獲得したことで初期の目標を達成し、加えて山田が高齢で病気がちとなったこともあり、同年12月に解散。

## 主な出身選手
- 青木まゆみ 1972年ミュンヘンオリンピック女子バタフライ100m 優勝
- 西側よしみ 1968年メキシコオリンピック女子個人メドレー200m 5位
- 中川清江 メキシコオリンピック女子平泳ぎ100m 6位
- 我部貴美子 1967年日本水泳選手権 女子背泳ぎ100m、200m 優勝
- 藤井康子 1967年日本水泳選手権 女子個人メドレー200m、400m 優勝
- 井口妙 1968年日本水泳選手権 女子自由形400m 優勝
- 柴田智恵野 1968年日本水泳選手権 女子平泳ぎ200m 優勝
- 谷上ひとみ 1970年日本水泳選手権 女子平泳ぎ100m 優勝
- 合志幸子 1970年日本水泳選手権 女子背泳ぎ100m、200m 優勝
- 松村鈴子 1971年日本水泳選手権 女子背泳ぎ200m 優勝

## 指導者
イトマンスイミングスクールの奥田精一郎、加藤浩時。金田スイミングクラブの金田平八郎。